# حکمت انسانی
حکمت انسانی یا آنتروپوسوفی علم شناسایی طبیعت و ماهیت انسانی است.

## پیرامون واژه
حکمت انسانی واژه‌ایست که برای آنتروپوسوفی 
واژهٔ آنتروپوسوفی از ریشهٔ یونانی «آنتروفوس»(antrophos) به معنای انسان و «سوفیا»(sophia) به معنای حکمت می‌باشد. در آلمانی آن را Anthroposophie و در انگلیسی anthroposophy می‌نویسند.

## پیشینه
نخست ایگناتس تروکسلر (۱۸۲۸) Ignaz Troxler آن را به جای شناخت و معرفت انسانی بکار برد و امروزه مفهومی است که برای آموزهٔ آنتروپوسوفیک انسان، که رودولف اشتاینر Rodulf Steiner آن را بنیاد نهاد، بکار گرفته می‌شود.

## مفهوم و روشن‌سازی
اشتاینر در اثر خود بنام «فلسفه‌ٔ آزادی» (۱۸۹۴) تلاش انسان برای کسب شناخت را کنش فکری او در جهان می‌شناساند، زیرا «انسان در آزادی» از راه کنش نفسانی ادراک، مفهوم و به تبع آن جهان ایده‌ها را می‌افزاید و با این کار واقعیت جهانی را در کلیت خود می‌آفریند. اشتاینر انسان را در این کنش نفسانی، به «جهان معنوی» پیوسته می‌بیند. آموزهٔ نفس او انسان را چون یگانگی جسم و جان و خرد در یک ساختار و ترکیب هفت گانهٔ متمایز می‌داند. به زعم او انسان «گونه‌ای برای خود است»، و «من» او که فراتر از زایش و مرگش ادامه می‌یابد، به صورت زندگی مکرر زمینی تجسد پیدا می‌کند. او بدین سبب یکی از تکالیف مرکزی انسان را در تکامل تدریجی از تجسدی به تجسد دیگر می‌داند، که انسان می‌باید طی آن با دیدن جهان‌های معنوی و فراحسی، اندام‌های دیگر نفس را به کار گیرد و از این راه به معنای تکامل کل جهان بدل شود.
اشتاینر حکمت انسانی را اینگونه بیان می‌کند:
انتروپوسوفی(حکمت انسانی) راه و مسیر دانش است، تا روح را در آدمی به روح در عالم راهنمایی کند. انتروپوسوفی‌ها کسانی هستند که برخی پرسش‌های ویژه را به عنوان نیاز لازم زندگی دربارهٔ طبیعت و سرشت آدمی و دنیا تجربه می‌کنند، درست مانند کسانی که گرسنگی و تشنگی را تجربه می‌کنند.

## حکمت انسانی و مسیح‌شناسی
اشتاینر حکمت انسانی را پاسخ روزآمدی به عصر علوم طبیعی و ماتریالیسم می‌دید که درون‌مایهٔ اصلی حکمت انسانی را مسیح‌شناسی احیاء شده تشکیل می‌دهد. اشتاینر توضیح می‌دهد، که ذات مسیحایی در پیکر عیسی کاملاً به صورت انسان درآمد، تا زندگی زمینی را بار دیگر از سیر قهقرائی‌اش برهاند. بواسطهٔ این رویداد، که اشتاینر آن را کانون تاریخ جهان می‌داند، برای انسان روشن شده‌است، که راه بسوی «مسیح» را در «من» خود بیابد، تا از آن راه «من شناسی» (یا خودشناسی) به مسیح‌شناسی تبدیل شود. مسیح به منزلهٔ «من جهان» با زندگی عیسی برای من انسانی تجربه پذیر می‌گردد. تکامل جهان در پی تطبیق دادن «من انسان» بر مسیح است.

## گسترش و اثرگذاری
امروزه با بسط جهانی جنبش آنتروپوسوفیک، آرای اشتاینر به‌طور مشخص تأثیر داشته‌است و آن را از جمله در نظام آموزشی مدارس والدورف، در کشاورزی، در پزشکی و روش‌های درمانی و در هنر و حتی معماری شاهدیم.